# Ramón Gil Rey
Ramón Antonio Gil Rey (1818-c. 1844) fue un pintor y litógrafo español.

## Biografía

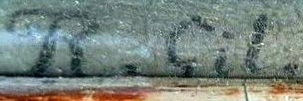
Firma del pintor en el ángulo inferior izquierdo de su obra Fuente de los Galápagos en la Red de San Luis (1840).

Habría nacido hacia 1818 en Santiago de Compostela.  
Pintor de historia y paisaje, fue profesor de este último género en el Liceo Artístico y Literario de Madrid. 
En 1838 publicó en Santiago, con un hermano suyo, el periódico titulado Semanario Instructivo, ilustrado con litografías, muchas de ellas copias de cuadros del mismo autor, y de cuyo mérito puede juzgarse por las siguientes líneas que le consagra Manuel Murguía:

El dia que se escriba la historia de la litografía en España, será una injusticia notoria el no dar á aquel malogrado artista un puesto entre los que mejor cultivaron este ramo al poco tiempo de su introducción en España.

También concurrió con sus trabajos a varias Exposiciones anuales de Bellas Artes, haciéndose notar en la de 1839 tres paisajes a la aguada, y en la de 1840 una vista de la Red de San Luis, que alcanzó unánimes elogios.

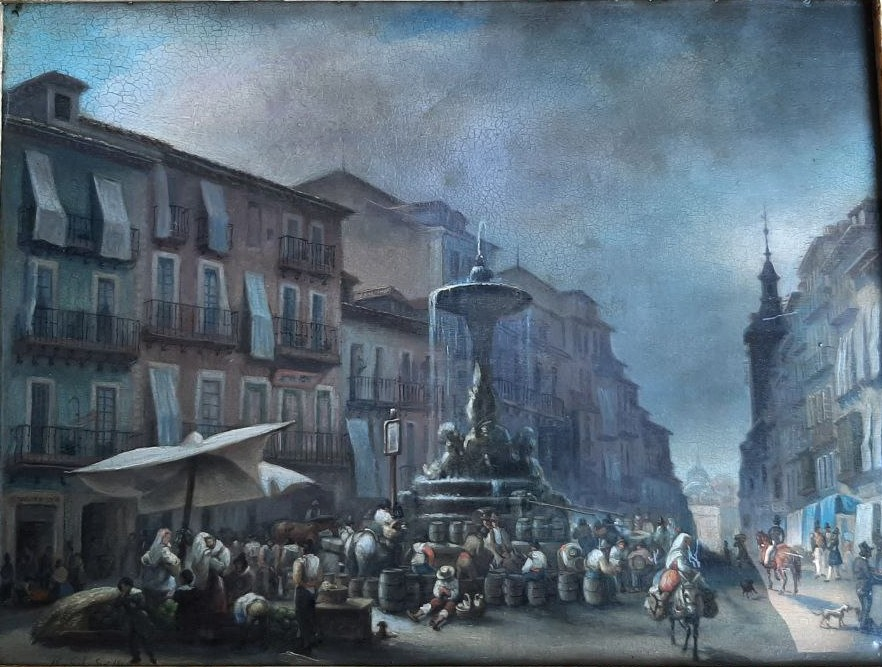
Fuente de los Galápagos en la Red de San Luis (firmado y fechado en 1840). Óleo sobre cobre. Colección particular.

En 1840 cedió uno de sus trabajos para la rifa que se celebró a beneficio del pintor Esquivel, ciego y enfermo a la sazón. 
En la Exposición celebrada en Santiago en 1875 merecieron unánimes elogios tres cuadros póstumos debidos a su pincel: Vista de Santiago, Cura de aldea cantando en la iglesia y La catedral de Santiago vista desde la plaza de la Quintana.
Ossorio y Bernard le hace fallecido en Santiago de Compostela en 1842. En la Enciclopedia Universal Ilustrada Europeo-Americana aparece como fallecido en Madrid en 1844.